# ریو هه-یونگ
ریو هه یونگ (کره‌ای: 류혜영؛ زادهٔ ۲۸ مارس ۱۹۹۱) بازیگر و مدل اهل کره جنوبی است. او به خاطر ایفای نقش در مجموعه‌های تلویزیونی پاسخ به ۱۹۸۸ (۲۰۱۵) و دانشکده حقوق (۲۰۲۱) در کنار کیم بوم شناخته می‌شود.